# ミカ・ヴァイリネン
ミカ・ヴァイリネン（Mika Väyrynen、1981年12月28日 - ）は、スウェーデン・エスキルストゥーナ出身のフィンランド人元サッカー選手。元フィンランド代表。現役時代のポジションはミッドフィルダー。
ミカ・ヴァユリュネンと表記されることもある。

## 来歴

### クラブ
1999年にFCラハティでデビュー。FCヨケリを経てオランダ・エールディヴィジのSCヘーレンフェーンへ移籍する。
ヘーレンフェーンでの4シーズンでリーグ戦101試合、17ゴールを記録。チームの中心選手として活躍する。
2005年夏に次なる一歩としてPSVアイントホーフェンへ移籍。しかし、足首の負傷で2005-2006シーズンの前半を棒に振ってしまう。
復帰すると、2005年12月17日のウィレムⅡ戦で移籍後初ゴールを決める。
しかし、レギュラー位置を得られずほとんどが途中出場であった。
2007年、ダービー・カウンティFCへの移籍がほぼ確実であったが、メディカルチェックに通らず、再びPSVでプレーすることになった。翌年にもレンジャーズFCやベルギーのクラブへの移籍話が持ち上がったが、破談となっている。
2008年から古巣のSCヘーレンフェーンへ移籍。
2011年9月13日、リーズ・ユナイテッドAFCへ移籍。
2012年、HJKヘルシンキへ移籍。
2015年、ロサンゼルス・ギャラクシーへ移籍。

## 代表歴

### 試合数
国際Aマッチ 64試合 5得点（2002年-2015年）
| フィンランド代表 | 国際Aマッチ | 国際Aマッチ |
| 年               | 出場        | 得点        |
| ---------------- | ----------- | ----------- |
| 2002             | 1           | 0           |
| 2003             | 7           | 0           |
| 2004             | 8           | 0           |
| 2005             | 2           | 0           |
| 2006             | 8           | 2           |
| 2007             | 6           | 0           |
| 2008             | 9           | 1           |
| 2009             | 0           | 0           |
| 2010             | 7           | 2           |
| 2011             | 8           | 0           |
| 2012             | 1           | 0           |
| 2013             | 2           | 0           |
| 2014             | 2           | 0           |
| 2015             | 2           | 0           |
| 通算             | 64          | 5           |